# 叶正道
叶正道，澳大利亚国立大学讲师，华人语言学家。

## 生平
毕业于华东师范大学，1998年毕业于澳大利亚国立大学学士学位，2000年和2007年相继拿到硕士和博士学位。2014年成为澳大利亚国立大学全职讲师。